# 諸見里しのぶ
諸見里しのぶ（もろみざと しのぶ、1986年7月16日 - ）は、沖縄県名護市出身の女子プロゴルファー。東京都在住。それ以前は兵庫県神戸市に在住。ダイキン工業所属。師匠は江連忠。

## 来歴
9歳でゴルフを始め、ジュニア時代の多数の大会で優勝を飾っている。同じ沖縄出身の上原彩子に勧められておかやま山陽高等学校に進学。
おかやま山陽高在学中からプロトーナメントに参加し、上位に食い込む活躍を見せる。2005年5月のブリヂストン・レディスではもう少しで宮里藍以来のアマチュアツアー優勝かという活躍を見せる。このときはプレーオフのかかった18番ホールで、5メートルのバーディーパットを外し3位タイに終わっているが、この活躍から同年に行われた世界女子マッチプレー選手権で、唯一のアマチュアゴルファーとして出場を認められた（7月1日の2回戦で韓国の張晶に1ダウンで惜敗）。6月に日本女子アマチュアゴルフ選手権競技で優勝。7月末の女子プロゴルファーテストに合格。プロデビュー戦となった日本女子オープンでは、3オーバー（+3,291ストローク）で5位入賞を果たす。その後「マスターズGCレディース」で4位、「樋口久子IDC大塚家具レディス」で2位に入り、僅か出場3試合で賞金ランキング49位に入り翌年のシード権を獲得する。
2006年はプロ転向実質半年にしてアメリカの全米女子プロゴルフ協会（LPGA）ツアーへの参戦を表明。LPGAのレギュラー・ツアーのシード権を争うクオリファイイング・スクール（QTスクール）でも最終予選会を9位で通過し、日本ツアーと掛け持ちでプレーすることを表明。同じ沖縄出身の宮里藍も同年よりLPGAへの参戦を表明し、ともにアメリカ各地を転戦するシーズンを送った。帰国後、キヤノンと3年1億円のスポンサー契約を結ぶ。
2006年10月に行われたSANKYOレディースオープンでは師匠の江連忠が見守る中、2位の全美貞に1打差で日本国内ツアー初優勝を飾る。この優勝は出身校がある岡山県の地元紙、山陽新聞スポーツ面の他に1面でも初優勝の記事が取り扱われた。なおこの大会では優勝後の記念撮影で、スポンサーを務めるSANKYOのCMに出演していた志村けんとアイーンのポーズを見せるファンサービスも行っている。
日本国内ツアーを再び主戦場とした2007年は1月に南アフリカで行われた第3回女子ワールドカップに、日本代表として上田桃子と共に出場。9月には日本女子オープンゴルフ選手権競技を制し、初のJLPGAツアーのメジャータイトル優勝を飾った。なお同年10月23日に3番目の兄をくも膜下出血で亡くしている。
2008年も前年同様女子ワールドカップに出場し、佐伯三貴とのコンビで3位入賞を果たす。日本国内のツアーではアクサレディスゴルフトーナメントで優勝。またダイキン工業と3年間の所属契約を締結する。
2009年は諸見里にとって飛躍の年となった。5月の ワールドレディスチャンピオンシップ サロンパスカップで、自身のJLPGAメジャータイトル2勝目を飾る。JLPGAメジャータイトル2勝目最年少記録は宮里藍の持つ21歳83日に次ぐ22歳298日で歴代2位。
2010年1月にはジャンクSPORTSに出演。
番組内では高速で30回転後パットを決めなければならないグルグルパッティングという企画に挑戦。目がぐるぐる回った状態で見事パットを決め、チャレンジは成功となった。
8月にはCATレディースゴルフトーナメント優勝で、生涯獲得賞金3億円を突破。23歳38日、104試合目での獲得賞金3億円突破は宮里藍（57試合）・横峯さくら（98試合）に次ぐ歴代3位。9月には ゴルフ5レディスプロゴルフトーナメント優勝で、自身初・現行ツアー制度施行後9人目の年間獲得賞金1億円を突破。また、 日本女子プロゴルフ選手権大会コニカミノルタ杯では自身初の2週連続優勝で、同年の日本国内メジャー大会2連勝を果たし、日本女子オープンゴルフ選手権競技・ ワールドレディスチャンピオンシップ サロンパスカップと合わせて史上8人目・最年少（23歳59日）でのJLPGAメジャー3冠を達成する。
なお賞金女王争いは最終戦のLPGAツアーチャンピオンシップまでもつれ込んだ結果、同大会では横峯さくらが優勝し年間でも6勝を挙げ賞金女王の座を獲得。2位タイにとどまった諸見里は975万円差で賞金女王を逃すも、獲得賞金1億6526万2708円はリーディング2位の選手としては史上最高額であり、通常なら大差で賞金女王に輝いてもおかしくない金額であった。
2009年11月、台風9号豪雨で甚大な被害を受けた、兵庫県佐用町と岡山県に水害義援金各50万円を寄付。2009年12月、出身地でもある名護市と社会福祉法人に優勝時の副賞で受けた乗用車を寄贈。また民間ドクターヘリ運用法人と名護市に計100万円を寄付。
2011年7月、スタンレーレディスゴルフトーナメント最終日でハーフ27ストローク(8連続バーディーうち1イーグル)の日本男女ツアー双方での新記録を達成。
この記録は女子プロゴルフ界におけるギネス世界記録として認定された。
2012年1月、高校生活を過ごした岡山県浅口市から「あさくち夢大使」の委嘱を受け、地域貢献活動にも力を入れる。
2013年以降は一転して不振に陥り、賞金シードを失う。2009年に獲得した公式戦2勝による5年シードも2014年までであったため、2015年シーズンに向けてプロ生活で初めてQTから挑むこととなった。最終QTを34位で終え、辛くも2015年シーズンへの出場権を得た。その2015年も、アレルギーや肋骨痛に悩まされ、シード権獲得はならず、2016年はQTには挑戦せず休養すると発表。2016年は主催者推薦等で出場資格のある試合のみに出場したが、全戦で予選落ちを喫している。
2018年はシーズン前に3週間に及ぶタイ合宿をこなすまで体調も回復し、地元・沖縄でホステスプロとして臨んだ初戦のダイキンオーキッドレディスでは、最終日最終ホールのバーディーで３位タイに食い込み、2012年の「meijiカップ」(2位)以来となるトップ3フィニッシュを果たした。
2019年11月20日、今シーズン限りでツアーから撤退することを表明した。
第一線を退いた後は日本女子プロゴルフ協会トーナメントコースセッティング担当者のメンバーに入った。2021年からステップアップツアートーナメントのコースセッティングを担当、その後は富士フイルム・スタジオアリス女子オープンなどJLPGAツアー大会のセッティングも担当している。

## 特徴
スイング重視の江連忠門下の例に漏れず、諸見里はスウィングフォームが大変美しく、そのフォームは女子プロ随一とされている。また自らヒップサイズが100cmあることを公言しているほどお尻が大きく諸見里の特徴のひとつとなっているが、これも江連による徹底した下半身強化の賜物である。一方で江連はブログで諸見里のコースマネジメントを課題のひとつとしてたびたび指摘しており、諸見里は疲労の溜まりやすいシーズン半ばに予選落ちが続く傾向にある。
諸見里自身は右利き・右打ちであるが、一方で右脳を鍛えるためとバランス感覚を養うために箸の持ち手を左にし、またスコアカードを書く時も左手であり、ウォーミングアップの時も左打ちにするなどしている。これは片山晋呉から教わったものが影響している。なお、当初は左手を使う事に苦労しラーメンを食べられるまでに1か月を要した。

## 優勝記録（アマチュア）
- 2000年
  - 日本ジュニアゴルフ選手権競技（女子12 - 14歳の部）
- 2001年
  - 全国中学校ゴルフ選手権
- 2002年
  - 中国女子アマチュアゴルフ選手権
  - 中国ジュニアゴルフ選手権（女子15 - 17歳の部）
- 2003年
  - 中国女子アマチュアゴルフ選手権
  - 中国ジュニアゴルフ選手権（女子15 - 17歳の部）
- 2004年
  - 全国高等学校ゴルフ選手権 春季大会
  - クィーンシリキットカップ アジア太平洋女子アマチュア招待ゴルフチーム選手権 （個人優勝）
- 2005年
  - 日本女子アマチュアゴルフ選手権競技

## 優勝記録（プロ）
- 2006年
  - SANKYOレディースオープン
- 2007年
  - 日本女子オープンゴルフ選手権競技
- 2008年
  - アクサレディスゴルフトーナメント
- 2009年
  - ワールドレディスチャンピオンシップ サロンパスカップ
  - サントリーレディスオープンゴルフトーナメント
  - プロミスレディスゴルフトーナメント
  - CATレディースゴルフトーナメント
  - ゴルフ5レディスプロゴルフトーナメント
  - 日本女子プロゴルフ選手権大会コニカミノルタ杯

## テレビ番組
- 日経スペシャル ガイアの夜明け 藍とさくらの代理戦争 ～女子ゴルフに賭けたビジネスマンたち～（2005年11月1日、テレビ東京）[8]。- プロテストを取材。